# 中继器
在通信领域，中继器（repeater）有如下含义：
1. 一个将输入信号增强放大的模拟设备，而不考虑输入信号种类（是类比的还是数位的）。中繼器是用來加強纜線上的訊號，把信號送得更遠，以延展網路長度。當電子訊號在電纜上傳送時，訊號強度會隨著傳遞長度的增加而遞減。因此需要中繼器將訊號重新加強以增加資料的傳送距離。
2. 一种用于频率转换及功率增强的模块或设备，如中继卫星，它分上行频率和下行频率，主要用于信号增强和频率差转。